# رفوفية

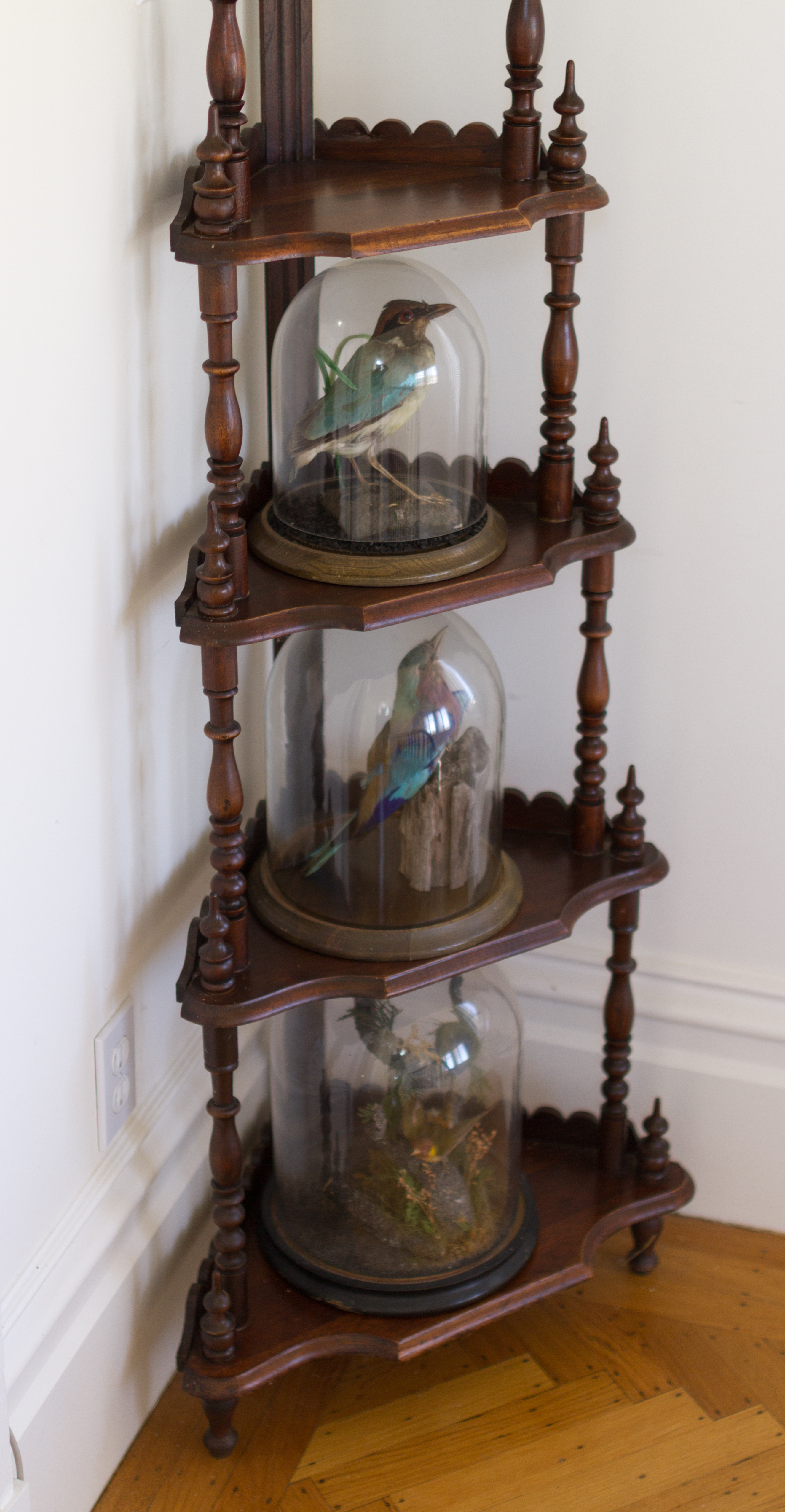
مرثد زاوية

الرُّفوفية أو المَرثَد هو قطعة أثاث مشتقة من الرفية الفرنسة، والتي كانت شائعة في إنجلترا في الأرباع الثلاثة الأولى من القرن التاسع عشر. تتكون عادةً من أعمدة أو قوائم رفيعة تدعم سلسلة من الرفوف لحمل الخزف الصيني أو الزخارف أو التُّحُف. تُعد في شكلها الإنجليزي قطعة مريحة من أثاث المضافة ونادراً ما قُدِّرَت لجمالتها.